# St. Konrad (Augsburg-Bärenkeller)

St. Konrad im Augsburger Stadtteil Bärenkeller

St. Konrad ist eine römisch-katholische Kirche im Augsburger Stadtteil Bärenkeller. Sie wurde um 1937 im Stil der Neuen Sachlichkeit nach den Plänen des Architekten Michael Kurz erbaut und ist als Baudenkmal in der Bayerischen Denkmalliste eingetragen.

## Geschichte
Das rasche Wachstum des 1932 neu gegründeten Stadtteils führte auch zu einem deutlichen Anstieg der Zahl der Gläubigen. Um ihnen den weiten Weg zur Pfarrkirche St. Peter und Paul in Oberhausen zu ersparen, wurde nach einigen Jahren der Bau einer eigenen Kirche beschlossen.
Als Kirchenpatron wurde der Kapuzinerbruder Konrad von Parzham gewählt, der besonders wegen seiner Fürsorge für die Armen verehrt wurde. Diese Wahl steht vermutlich auch im Zusammenhang mit dem Plan, das Sebastiankloster in diesen Stadtteil zu verlegen und damit Platz für die Expansion des Maschinenbauunternehmens MAN zu schaffen.

## Architektur
St. Konrad ist eine schlichte Saalkirche mit einem eingezogenen Chor und einem nördlich positionierten Zeltdachturm. Der Architekt gab dem Kirchenschiff dabei die typische Form eines Siedlerhauses mit eher niedrigem Erdgeschoss und hoch aufragendem Giebel. Für die Fassade wählte er weißen Putz und für die Dacheindeckung rote Biberschwanzziegel. Vereinzelt sind in der Fassade rote Ziegelbänder als Ornamente eingearbeitet. Das Kirchenschiff wird an den Längsseiten durch zweistufige Strebepfeiler gegliedert, die aus dem Baukörper hervortreten und den Dachansatz überragen. In die Kirche gelangt man durch schlichte Portale, über denen sich eine einfache Statue des Kirchenpatrons befindet.

## Innenraum und Ausstattung

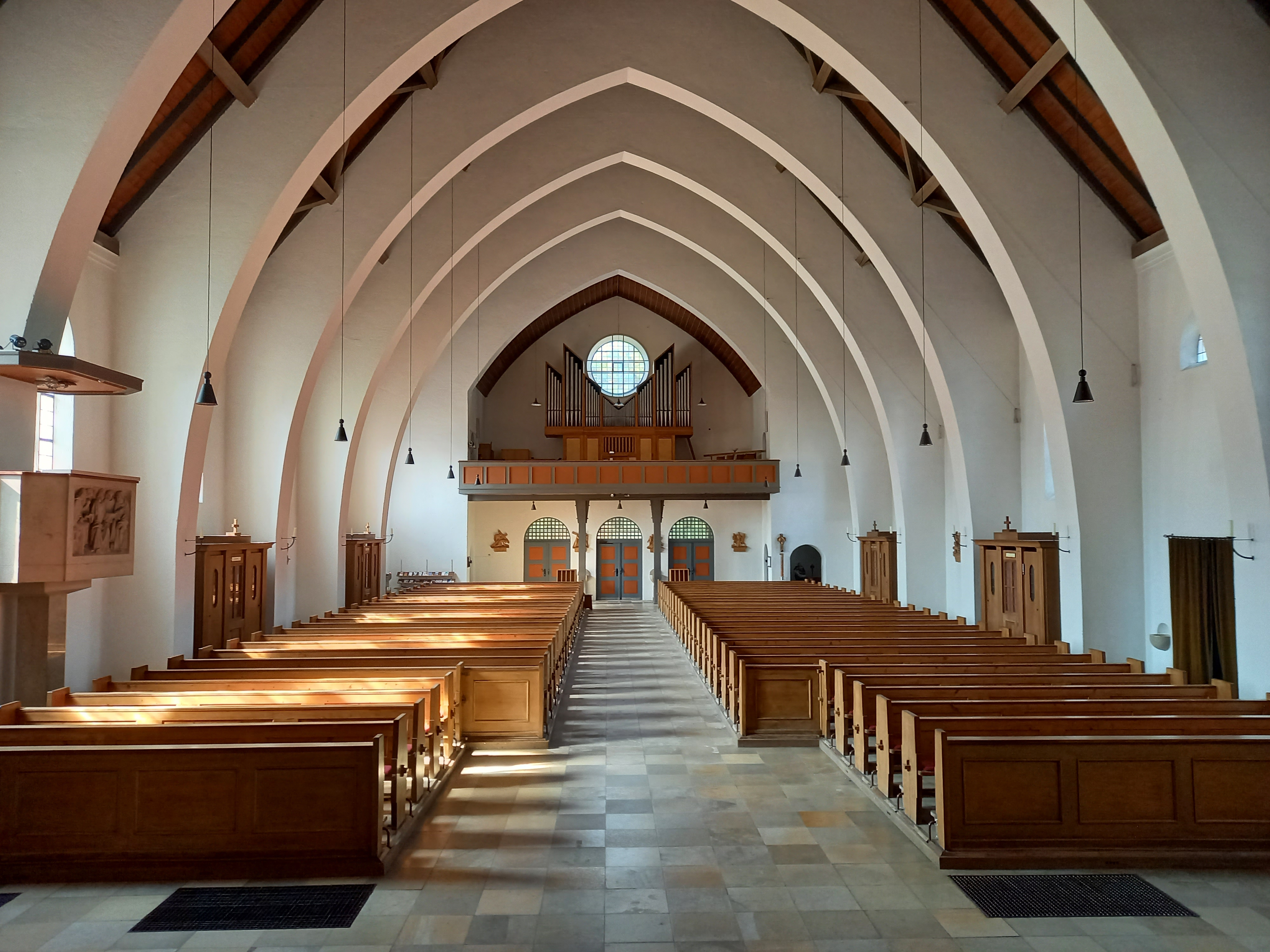
Innenansicht mit Blick zum Altar. Links im Bild ist die Kanzel ersichtlich.

Das Tageslicht gelangt durch mehrere breite, dreibahnige Bogenfenster in das Innere. Die relativ geringe Brüstungshöhe dieser Fenster ist dabei ebenfalls dem Siedlerhaus nachempfunden und sorgt für einen wohnlichen Charakter.
Die Dachuntersicht besteht aus braunem Holz und wird von weißen Spitzbögen getragen, die dem Raum eine klare Struktur verleihen. Seitlich befindet sich eine Kanzel, deren Kanzelkorb und Schalldeckel – ganz im Stile der Neuen Sachlichkeit – nur gerade Linien aufweisen. An der Schmalseite der Kanzel befinden sich von Karl Baur geschaffene Symbole der vier Evangelisten, die im Jahr 1940 entstanden. Auf der Längsseite der Kanzel ist ein Relief angebracht, das Christus mit ausgebreiteten Händen in der Mitte zeigt, flankiert von vier Jüngern.
Das Apsisbild konnte aufgrund der Einschränkungen während des Krieges erst 1946 angebracht werden. Es stammt von dem Künstler Albert Burkart und zeigt Christus mit jugendlicher Ausstrahlung, dargestellt in einer Mandorla.